# Tiro com arco nos Jogos Pan-Americanos de 2007
O tiro com arco nos Jogos Pan-Americanos de 2007 foi realizado no Complexo Esportivo Deodoro entre 24 e 28 de julho com quatro provas, individuais e por equipes, masculinas e femininas.

## Países participantes
Um total de 13 delegações enviaram atletas para as competições de tiro com arco:
| - ARG Argentina (4) - BAR Barbados (2) - BRA Brasil (10) - CAN Canadá (6) - CHI Chile (3) - COL Colômbia (4) - CUB Cuba (6) |  | - ESA El Salvador (6) - USA Estados Unidos (6) - ECU Equador (4) - MEX México (6) - PUR Porto Rico (4) - DOM República Dominicana (1) - VEN Venezuela (6) |

## Medalhistas
| Evento                        | Ouro                                                        | Prata                                                       | Bronze                                                          |
| ----------------------------- | ----------------------------------------------------------- | ----------------------------------------------------------- | --------------------------------------------------------------- |
| Individual masculino detalhes | Adrián Puentes CUB Cuba                                     | Juan Carlos Stevens CUB Cuba                                | Vic Wunderle USA Estados Unidos                                 |
| Equipes masculinas detalhes   | Brady Ellison Butch Johnson Vic Wunderle USA Estados Unidos | Crispin Duenas Jason Lyon Hugh MacDonald CAN Canadá         | Jorge Chapoy Juan René Serrano Eduardo Vélez MEX México         |
| Individual feminino detalhes  | Jennifer Nichols USA Estados Unidos                         | Aida Román MEX México                                       | Ana María Rendon COL Colômbia                                   |
| Equipes femininas detalhes    | Ana María Rendon Sigrid Romero Natalia Sánchez COL Colômbia | Marie-Pier Beaudet Kristen Niles Kateri Vrakking CAN Canadá | Jennifer Nichols Lindsay Pian Karen Scavotto USA Estados Unidos |

## Quadro de medalhas
| Ordem | País               | Medalha de ouro | Medalha de prata | Medalha de bronze |    |
| ----- | ------------------ | --------------- | ---------------- | ----------------- | -- |
| 1     | USA Estados Unidos | 2               |                  | 2                 | 4  |
| 2     | CUB Cuba           | 1               | 1                |                   | 2  |
| 3     | COL Colômbia       | 1               |                  | 1                 | 2  |
| 4     | CAN Canadá         |                 | 2                |                   | 2  |
| 5     | MEX México         |                 | 1                | 1                 | 2  |
| TOTAL | TOTAL              | 4               | 4                | 4                 | 12 |